# Narathura obscurata
Narathura obscurata är en fjärilsart som beskrevs av Ribbe 1926. Narathura obscurata ingår i släktet Narathura och familjen juvelvingar. Inga underarter finns listade i Catalogue of Life.